# モルフェウスの領域
『モルフェウスの領域』（もるふぇうすのりょういき）は、2010年に角川書店から発行された海堂尊の長編小説。

## 概要
桜宮サーガと称される海堂作品群は時代設定を1980年から2022年としており、本作に登場する佐々木アツシは既刊の『ナイチンゲールの沈黙』、『医学のたまご』にも登場しているが年齢面で矛盾が生じており、それを指摘された作者が辻褄合わせのために2009年1月号の『野性時代』にて執筆。その後、不定期で『野性時代』に掲載され2010年12月に単行本化。
『ナイチンゲールの沈黙』に続き、作者が主に執筆する医療を題材とした小説にSFの要素を取り入れた異色の作品となる。
続編の『アクアマリンの神殿』はブロック紙3社連合（北海道新聞、中日新聞、東京新聞、西日本新聞）の夕刊に連載された。

## ストーリー
桜宮市の未来医学探求センター（通称・コールドスリープ・センター）で、東城大学医学部から委託された資料整理をする日比野涼子には、もう一つの仕事があった。世界初のコールドスリープ被験者として人工的な眠りについている佐々木アツシの生命維持の管理である。
アツシはかつて右眼に網膜芽細胞腫を患い摘出したが、残された左眼にも発症。全盲の危機に直面しており特効薬の完成には数年の歳月が必要だったが、折しもゲーム理論の権威者、曾根崎伸一郎教授が提唱した「凍眠八則」を基盤として時限立法・「人体特殊凍眠法」が制定されたため、その治療法が確立されることを期待して5年間の人工的な眠りに就いていた。

## 登場人物
日比野涼子
未来医学探求センター非常勤職員。父親の仕事の都合で世界各国を飛び回っていたため多くの外国語に堪能で、そのために住み込みで東城大学医学部から委託された資料の翻訳・整理と、本業である「モルフェウス」と名付けたコールドスリープ被験者の管理を行う。
凍眠八則の欠落点を見つけるとともにモルフェウスの将来に危機感を抱き、解決策を見出すため曾根崎教授とメールのやりとりをする。
曾根崎伸一郎
マサチューセッツ工科大学教授。ゲーム理論の若き覇者で凍眠八則を提唱し、疑問や抗議に明快に回答し反対意見を退ける。アカデミズムの世界では、過激な理論展開をする姿勢から「ステルス・シンイチロウ」と呼ばれている。
佐々木アツシ
5歳のとき、東城大学医学部付属病院で網膜芽細胞腫のため右眼を摘出していたが、残された左眼も発症。全盲となるのを避けるため5年間の“凍眠”を選択する。
西野昌孝
コールドスリープ技術を開発した合弁会社・ヒプノス社の技術者。死神を思わせる黒一色の装いをしている。
如月翔子
オレンジ新棟小児センター看護師長。涼子から覚醒後のアツシの生活サポートを依頼される。
田口公平
東城大学医学部付属病院不定愁訴外来責任者。かつてアツシのメンタルサポートをし、今回も涼子から覚醒後のメンタルサポートを依頼される。
村田佳菜
オレンジ新棟小児センターの入院患者。同い年のアツシに興味を示す。如月翔子にはオレンジの女王と呼ばれている。
佐藤伸一
寒いダジャレを口にする東城大学医学部総合外科統御学教室の医師。高階病院長の指示で、アツシの覚醒作業のため未来医学探求センターを訪れる。
高階権太
東城大学医学部付属病院院長。涼子からアツシの覚醒後の心身のケアについて相談され、田口を紹介する。
医務官
涼子の回想に登場する本名不詳の日本人医師。ノルガ共和国で過ごしていた中学生時代の涼子に医学知識をレクチャーする。
八神
涼子の直属の上司。霞が関から出向しているが、未来医学探求センターには殆ど姿を見せない。

## 用語解説
凍眠八則
曾根崎伸一郎が提言した“スリーパー”の“凍眠”中の人権制限、覚醒後の権利・義務について論じたもので「モルフェウス・プリンシプル」とも称され、各条項は短文でありながらも隙の無い内容となっており人体特殊凍眠法成立の基盤となる。
凍眠
コールドスリープを指した曾根崎教授の造語で、社会に定着している。
スリーパー
曾根崎教授が名付けたコールドスリープ被験者のこと。

## 書籍情報
- 単行本：2010年12月15日発売[1]、角川書店、ISBN 978-4-04-874153-8
- 文庫本：2013年6月21日発売[3]、角川文庫、ISBN 978-4-04-100830-0